# Масивни затварач
Масивни затварач (енгл. Falling-block), врста затварача, део ватреног оружја којим се затвара цев са задње стране, ради опаљења метка и спречавања изласка барутних гасова за време проласка зрна кроз цев. Затварач такође служи за извлачење и избацивање празне чахуре, и убацивање новог метка у отвор на задњем крају цеви, који се назива барутна комора (енгл. breech/chamber). Носач затварача налази се непосредно иза цеви (барутне коморе) и назива се сандук пушке.
Масивни затварач користи се код пушака острагуша, спорометних и репетирки. Сличан затварач постоји и код данског пушкомитраљеза Мадсен.

## Карактеристике
Прву модерну пушку острагушу са обртночепним затварачем конструисао је немачки пушкар Николас Драјзе 1838. године, и она је ушла у масовну употребу у пруској војсци 1841. године (Драјзе модел 1841). За разлику од њега, Американац Кристијан Шарп (енгл. Christian Sharp) је 1848. конструисао затварач у облику масивног блока, који је при отварању и затварању клизио управно (одоздо) на осу цеви. После појаве металне чахуре и сједињеног метка (1860), развој затварача кренуо је брже. Иако је већина острагуша тог времена користила разне врсте чепног затварача, масивни затварачи, развијени на принципу Шарповог, били су прихваћени код америчке пушке Ремингтон (Remington) и Пибоди (Peabody) и британске Мартини-Хенри (Martini-Henry).